# Partit Populista
El Partit Populista (turc Halkçı Parti) fou un partit polític de Turquia fundat el 20 de maig de 1983 per Necdet Calp, Mucip Ataklı, Kemal Aydar, Engin Aydın, Neriman Elgin, Fahrettin Özdilek, Mustafa Kemal Palaoğlu i Bahriye Üçok seguint la tradició del Partit Republicà del Poble. Es pogué presentar a les eleccions legislatives turques de 1983 i va obtenir 117 escons (30,46% dels vots), el segon més votat. Tanmateix, a les eleccions locals de 1984 només va obtenir 1.524.667 vots (8,87%). El 1985 es va unir al Partit de la Socialdemocràcia per a crear el Partit Socialdemòcrata Populista, dirigit per Erdal İnönü.